# Željko Obradović

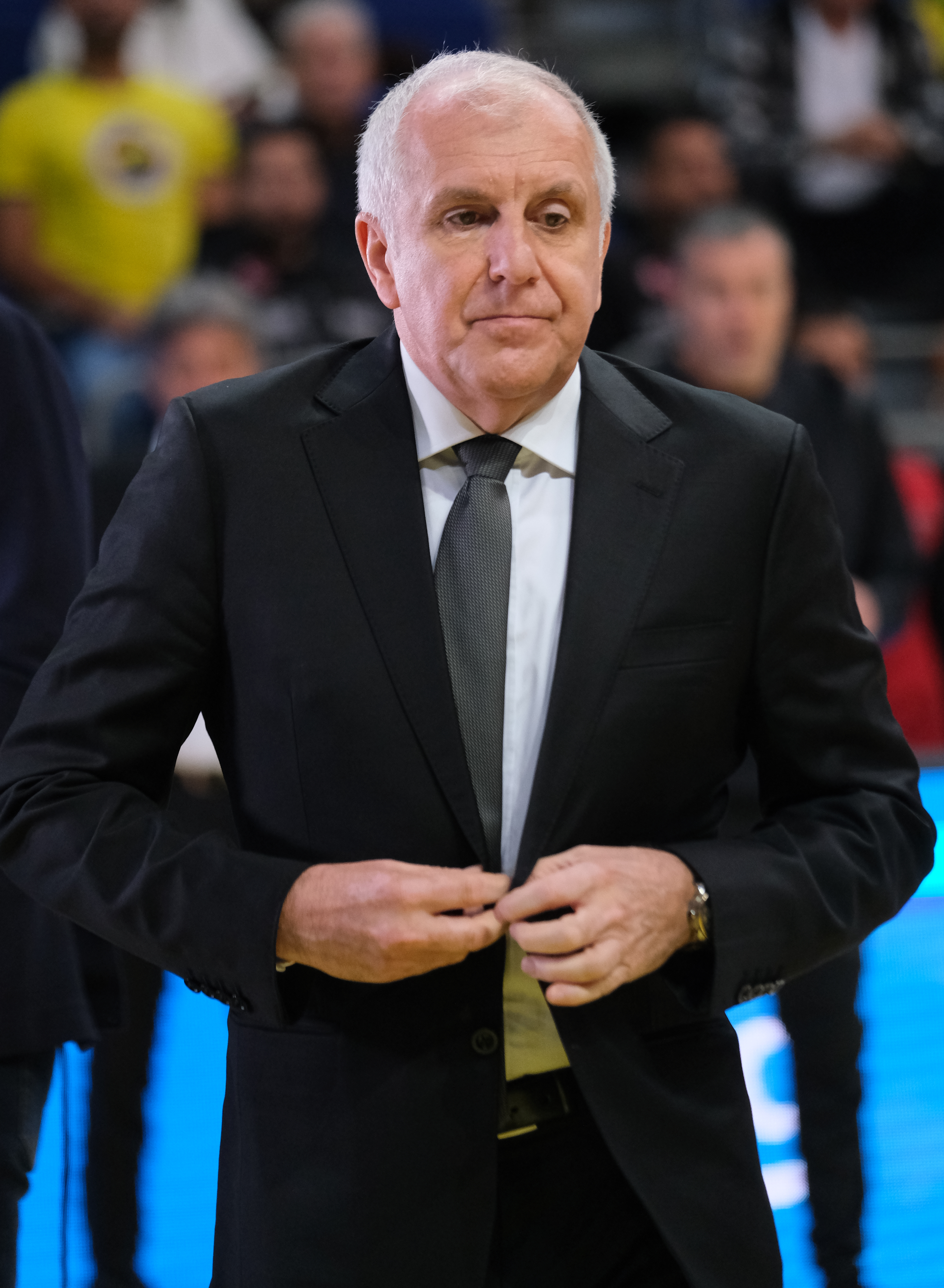

Željko Obradović, född 9 mars 1960 i Čačak, dåvarande Jugoslavien, är en serbisk basketspelare som tog OS-silver 1988 i Seoul. Detta var fjärde gången i rad som Jugoslavien var med bland medaljörerna i herrbasketen vid olympiska spelen. Vid 24 års ålder började han spela för KK Partizan.